# 土ドラ (フジテレビ)
『土ドラ』（どドラ）は、フジテレビ系列で2012年4月 - 2014年9月の毎週土曜日23:10 - 23:55（第1期）、2015年4月 - 2016年3月の毎週土曜日23:40 - 翌0:05（第2期）に放送されていた、フジテレビ制作の連続テレビドラマ枠。

## 概要
第1期は土曜 23:10 - 23:55の45分枠で放送された。同時間帯では過去に『土曜ドラマ』が放送されており、約2年ぶり（ただし、2009年秋・冬は海外ドラマだったため、フジテレビ自主制作作品は2009年9月以来2年半ぶり）の連続テレビドラマの放送枠となった。
第1期は日産自動車が筆頭提供で、同番組だけのインフォマーシャル「NISSAN ドラマ in ドラマ」が放送されていた。番組終了後、次の連ドラ枠である「月9」（2013年3月までは日曜日の「ドラマチックサンデー」）作品の予告が放送されていた。
また、提供クレジットでは日産自動車とプロミス（「高校入試」以降）はカラー表示していた。
2014年10月18日より本枠放送時間帯でバラエティー番組『ミレニアムズ』を開始することから、同年9月をもって本放送枠は一旦廃枠となったが、2015年4月から2016年3月までは土曜23:40-翌0:05の25分枠で第2期として再開した。第1期とは異なり、概ね約1か月につき1作品の割での放送となった。
またフジテレビ系列で放送される連続テレビドラマの放送枠としては唯一、すべての放送作品について番組連動データ放送が行われない放送枠となった。
2016年4月2日より、東海テレビ制作の新ドラマ枠『オトナの土ドラ』（土曜23:40 - 翌0:35）が新設されることから、本放送枠第2期は同年3月26日をもって廃枠。当初は本放送枠を放送時間拡大の上、制作局をフジテレビから東海テレビに移管すると報じられた が、最終的に本放送枠の廃枠、新放送枠の設置となった。2021年10月クールから東海テレビ製作・フジテレビ系列のドラマ枠が『土ドラ』に変更になり、5年半ぶりに『土ドラ』の名称が復活することとなった。

## 作品リスト
（無印はフジテレビ〈ドラマ制作センター〉自社製作）

### 第1期

#### 2012年
未来日記-ANOTHER:WORLD-（4月 - 6月）
原作：えすのサカエ『未来日記』（KADOKAWAカドカワコミックス・エース刊）
主演：岡田将生
シリーズ構成：渡辺雄介
脚本：桑村さや香、早船歌江子、渡辺雄介
プロデュース：藤野良太
演出：並木道子、宮木正悟
主に泣いています（7月 - 9月）
原作：東村アキコ（講談社モーニングKC刊）
主演：菜々緒
脚本：野木亜紀子、宇山佳祐
プロデュース：大木綾子
演出：葉山裕記、宮木正悟
私と彼とおしゃべりクルマ（単発、9月22・29日）
主演：桜庭ななみ
脚本：坪田文
プロデュース：石井浩二、岩田祐二
演出：谷村政樹
制作協力：共同テレビ
（特記）当作品は通常の筆頭スポンサー・日産自動車の1社単独協賛だった。
高校入試（10月 - 12月）
主演：長澤まさみ
脚本：湊かなえ
プロデュース：羽鳥健一
演出：星護、北川学
制作協力・共同テレビ
（特記）フジテレビTWOでも7日遅れで放送。

#### 2013年
カラマーゾフの兄弟（1月 - 3月）
原作：ドストエフスキー『カラマーゾフの兄弟』
主演：市原隼人
脚本：旺季志ずか、武井彩
プロデュース：森安彩
演出：都築淳一、佐藤源太、村上正典
制作：共同テレビ
間違われちゃった男（4月 - 6月）
原作：宅間孝行『ぴえろ』（東京セレソンデラックス）
主演：古田新太
脚本：宅間孝行
プロデュース：関口大輔、古郡真也
演出：宅間孝行、成田岳、森脇智延
制作協力：FILM
山田くんと7人の魔女（8月 - 9月）
原作：吉河美希『山田くんと7人の魔女』（講談社週刊少年マガジン掲載）
主演：西内まりや、山本裕典
脚本：小川真
プロデュース：柳川由起子
演出：星護、高丸雅隆
制作著作：共同テレビ
ハニー・トラップ（10月 - 12月）　
主演：EXILE AKIRA（EXILE）
脚本：山岡潤平
プロデュース：高石明彦
監督：七高剛、日比野朗、宮脇亮、水村秀雄
制作著作：The icon

#### 2014年
ロストデイズ（1月 - 3月）
主演：瀬戸康史
脚本：徳尾浩司、加藤公平
プロデュース：柳川由起子
演出：河野圭太、都築淳一、小木田雅和
制作著作：共同テレビ
ファースト・クラス（第1シリーズ）（4月 - 6月）
主演：沢尻エリカ
脚本：渡辺千穂
プロデュース：小林和紘、及川博則
演出：水田成英、樹下直美、小林和紘、及川博則、岡野宏信
制作著作：FCC
水球ヤンキース（7月 - 9月）
主演：中島裕翔（Hey! Say! JUMP）
脚本：徳永友一、麻倉圭司、松田沙也
プロデュース：藤野良太
演出：宮木正悟、品田俊介、高橋貴司

### 第2期

#### 2015年
She（4月18日 - 5月16日）
主演：松岡茉優
脚本：安達奈緒子
プロデュース：上久保友貴
演出：山内大典、北坊信一
制作著作：共同テレビ
妄想彼女（5月23日 - 6月20日）
原案：地主恵亮『妄想彼女-頭の中で作りあげた僕の彼女』（鉄人社刊）
主演：広瀬アリス、浅利陽介
脚本：大野敏哉
プロデュース：後藤庸介
演出：後藤庸介、淵上正人
制作著作：共同テレビ
ラーメン大好き小泉さん（6月27日 - 7月18日）
主演：早見あかり
原作：鳴見なる『ラーメン大好き小泉さん』（竹書房まんがライフSTORIA掲載）
脚本：久馬歩、阿相クミコ
プロデューサー：久松大地
演出：松木創、池辺安智
制作著作：共同テレビ
ブスと野獣（8月2日（日曜日） - 9月19日）
主演：矢本悠馬、ゆいP（おかずクラブ）
脚本：坂本絵美、村井真也
プロデュース：池田拓也
演出：加藤裕将、髙野舞
テディ・ゴー!（10月10日 - 10月31日）
原作：加藤実秋『アー・ユー・テディ?』（PHP研究所PHP文芸文庫刊）
主演：森川葵
脚本：大北はるか、阿久津朋子
プロデューサー：高田雄貴
演出：西坂瑞城、田中峰弥
トランジットガールズ（11月7日 - 12月26日）
主演：伊藤沙莉、佐久間由衣
脚本：加藤綾子
プロデューサー：松本彩夏、関友彦
演出：前田真人
制作・著作：イースト・エンタテインメント

#### 2016年
傘を持たない蟻たちは（1月9日 - 1月30日）
原作：加藤シゲアキ『傘をもたない蟻たちは』（KADOKAWA）
主演：桐山漣
脚本：小川真
プロデューサー：江森浩子
演出：河野圭太
武道館（2月6日 - 3月26日）
原作：朝井リョウ『武道館』（文藝春秋）
主演：Juice=Juice
脚本：和田清人
プロデューサー：清水一幸、長内敦、久松大地
演出：佐藤源太、淵上正人
製作著作：共同テレビ、スカパー!

### 歴代平均視聴率5傑

#### 第1期
| 順位 | 番組名                  | 放送年 | 平均視聴率 |
| ---- | ----------------------- | ------ | ---------- |
| 1    | ファースト・クラス      | 2014年 | 8.0%       |
| 2    | 高校入試                | 2012年 | 6.9%       |
| 3    | 水球ヤンキース          | 2014年 | 6.6%       |
| 3    | 未来日記-ANOTHER:WORLD- | 2012年 | 6.6%       |
| 5    | カラマーゾフの兄弟      | 2013年 | 6.3%       |

## コラボレーションCM
2012年10月期の『高校入試』から2014年1月期の『ロストデイズ』まで、筆頭スポンサー・NISSANによる土ドラ枠限定のインフォマーシャル「NISSAN ドラマinドラマ」を放送していた。第5弾まではバカリズムが出演。タイトルや内容、出演者などが本編とリンクする部分もある。毎回、特設サイト上で視聴者による投票が行われ、投票数によって今後の展開や結末が変わるストーリーとなっている。第6弾のみバカリズムは出演せず、投票も行われていなかった。
|   | CMタイトル            | 本編タイトル        | 放送日時     | 主な出演者（☆は本編関係者）                                                                                         |
| - | --------------------- | ------------------- | ------------ | --- |
| 1 | NISSAN ドラマinドラマ | 高校入試            | 2012年10月期 | バカリズム、キムラ緑子                                                                                              |
| 2 | バカリーズムの兄弟    | カラマーゾフの兄弟  | 2013年1月期  | バカリズム、ミッキー・カーチス、☆滝藤賢一（ナレーション兼任）                                                       |
| 3 | 間違えてバカリの男    | 間違われちゃった男  | 2013年4月期  | バカリズム、☆宅間孝行、南條有香                                                                                     |
| 4 | バカリくんと7人の美女 | 山田くんと7人の魔女 | 2013年7月期  | バカリズム、佐藤すみれ、新井ひとみ、山田朱莉、吉川千愛、今野杏南、岡本夏生、浅見千代子、☆西内まりや（ナレーション） |
| 5 | バカリー・トラップ    | ハニー・トラップ    | 2013年10月期 | バカリズム、☆内山理名、☆篠原真衣、☆野波麻帆、南條有香、てんちむ、今井りか、宮城舞                                   |
| 6 | NISSAN Dayzのひみつ   | ロストデイズ        | 2014年1月期  | 釈由美子、西田尚美、松尾諭、☆瀬戸康史(ナレーション)                                                                 |

第2期では、「ラーメン大好き小泉さん」において、楽天モバイルの協賛によるコラボレーションCMが企画・放送された。

## ネット局
- 第2期は、クロスネット局を除くフジテレビ系列26局のみで放送されていた。

### 第1期
| 放送対象地域   | 放送局                    | 放送日時                     | 放送系列                                     |            |
| -------------- | ------------------------- | ---------------------------- | -------------------------------------------- | ---------- |
| 関東広域圏     | フジテレビ（CX）          | 土曜 23:10 - 23:55           | フジテレビ系列                               | 制作局     |
| 北海道         | 北海道文化放送（uhb）     | 土曜 23:10 - 23:55           | フジテレビ系列                               | 同時ネット |
| 岩手県         | 岩手めんこいテレビ（mit） | 土曜 23:10 - 23:55           | フジテレビ系列                               | 同時ネット |
| 宮城県         | 仙台放送（OX）            | 土曜 23:10 - 23:55           | フジテレビ系列                               | 同時ネット |
| 秋田県         | 秋田テレビ（AKT）         | 土曜 23:10 - 23:55           | フジテレビ系列                               | 同時ネット |
| 山形県         | さくらんぼテレビ（SAY）   | 土曜 23:10 - 23:55           | フジテレビ系列                               | 同時ネット |
| 福島県         | 福島テレビ（FTV）         | 土曜 23:10 - 23:55           | フジテレビ系列                               | 同時ネット |
| 新潟県         | 新潟総合テレビ（NST）     | 土曜 23:10 - 23:55           | フジテレビ系列                               | 同時ネット |
| 長野県         | 長野放送（NBS）           | 土曜 23:10 - 23:55           | フジテレビ系列                               | 同時ネット |
| 静岡県         | テレビ静岡（SUT）         | 土曜 23:10 - 23:55           | フジテレビ系列                               | 同時ネット |
| 富山県         | 富山テレビ（BBT）         | 土曜 23:10 - 23:55           | フジテレビ系列                               | 同時ネット |
| 石川県         | 石川テレビ（ITC）         | 土曜 23:10 - 23:55           | フジテレビ系列                               | 同時ネット |
| 福井県         | 福井テレビ（FTB）         | 土曜 23:10 - 23:55           | フジテレビ系列                               | 同時ネット |
| 中京広域圏     | 東海テレビ（THK）         | 土曜 23:10 - 23:55           | フジテレビ系列                               | 同時ネット |
| 近畿広域圏     | 関西テレビ（KTV）         | 土曜 23:10 - 23:55           | フジテレビ系列                               | 同時ネット |
| 島根県・鳥取県 | 山陰中央テレビ（TSK）     | 土曜 23:10 - 23:55           | フジテレビ系列                               | 同時ネット |
| 岡山県・香川県 | 岡山放送（OHK）           | 土曜 23:10 - 23:55           | フジテレビ系列                               | 同時ネット |
| 広島県         | テレビ新広島（tss）       | 土曜 23:10 - 23:55           | フジテレビ系列                               | 同時ネット |
| 愛媛県         | テレビ愛媛（EBC）         | 土曜 23:10 - 23:55           | フジテレビ系列                               | 同時ネット |
| 高知県         | 高知さんさんテレビ（KSS） | 土曜 23:10 - 23:55           | フジテレビ系列                               | 同時ネット |
| 福岡県         | テレビ西日本（TNC）       | 土曜 23:10 - 23:55           | フジテレビ系列                               | 同時ネット |
| 佐賀県         | サガテレビ（STS）         | 土曜 23:10 - 23:55           | フジテレビ系列                               | 同時ネット |
| 長崎県         | テレビ長崎（KTN）         | 土曜 23:10 - 23:55           | フジテレビ系列                               | 同時ネット |
| 熊本県         | テレビくまもと（TKU）     | 土曜 23:10 - 23:55           | フジテレビ系列                               | 同時ネット |
| 鹿児島県       | 鹿児島テレビ（KTS）       | 土曜 23:10 - 23:55           | フジテレビ系列                               | 同時ネット |
| 沖縄県         | 沖縄テレビ（OTV）         | 土曜 23:10 - 23:55           | フジテレビ系列                               | 同時ネット |
| 宮崎県         | テレビ宮崎（UMK）         | 日曜 0:50 - 1:35（土曜深夜） | フジテレビ系列 日本テレビ系列 テレビ朝日系列 | 遅れネット |

### 第2期
| 放送対象地域   | 放送局                    | 放送日時            |
| -------------- | ------------------------- | ------------------- |
| 関東広域圏     | フジテレビ（CX） 制作局   | 土曜 23:40 - 翌0:05 |
| 北海道         | 北海道文化放送（uhb）     | 土曜 23:40 - 翌0:05 |
| 岩手県         | 岩手めんこいテレビ（mit） | 土曜 23:40 - 翌0:05 |
| 宮城県         | 仙台放送（OX）            | 土曜 23:40 - 翌0:05 |
| 秋田県         | 秋田テレビ（AKT）         | 土曜 23:40 - 翌0:05 |
| 山形県         | さくらんぼテレビ（SAY）   | 土曜 23:40 - 翌0:05 |
| 福島県         | 福島テレビ（FTV）         | 土曜 23:40 - 翌0:05 |
| 新潟県         | 新潟総合テレビ（NST）     | 土曜 23:40 - 翌0:05 |
| 長野県         | 長野放送（NBS）           | 土曜 23:40 - 翌0:05 |
| 静岡県         | テレビ静岡（SUT）         | 土曜 23:40 - 翌0:05 |
| 富山県         | 富山テレビ（BBT）         | 土曜 23:40 - 翌0:05 |
| 石川県         | 石川テレビ（ITC）         | 土曜 23:40 - 翌0:05 |
| 福井県         | 福井テレビ（FTB）         | 土曜 23:40 - 翌0:05 |
| 中京広域圏     | 東海テレビ（THK）         | 土曜 23:40 - 翌0:05 |
| 近畿広域圏     | 関西テレビ（KTV）         | 土曜 23:40 - 翌0:05 |
| 島根県・鳥取県 | 山陰中央テレビ（TSK）     | 土曜 23:40 - 翌0:05 |
| 岡山県・香川県 | 岡山放送（OHK）           | 土曜 23:40 - 翌0:05 |
| 広島県         | テレビ新広島（tss）       | 土曜 23:40 - 翌0:05 |
| 愛媛県         | テレビ愛媛（EBC）         | 土曜 23:40 - 翌0:05 |
| 高知県         | 高知さんさんテレビ（KSS） | 土曜 23:40 - 翌0:05 |
| 福岡県         | テレビ西日本（TNC）       | 土曜 23:40 - 翌0:05 |
| 佐賀県         | サガテレビ（STS）         | 土曜 23:40 - 翌0:05 |
| 長崎県         | テレビ長崎（KTN）         | 土曜 23:40 - 翌0:05 |
| 熊本県         | テレビくまもと（TKU）     | 土曜 23:40 - 翌0:05 |
| 鹿児島県       | 鹿児島テレビ（KTS）       | 土曜 23:40 - 翌0:05 |
| 沖縄県         | 沖縄テレビ（OTV）         | 土曜 23:40 - 翌0:05 |

## 参考・脚注